# Projeto Voz Humana

O Voz Humana é um projeto vinculado ao Instituto Tristão Fernandes  - instituição sem fins lucrativos, nasceu de uma luta jurídica de mais de 20 anos do advogado e pesquisador Fernando Augusto Fernandes que descobriu os áudios em 1997. É destinado à recuperação da história da resistência à Ditadura Militar, a partir do resgate e organização de áudios de julgamentos de presos políticos, realizados no Supremo Tribunal Militar entre 1975 e 1979 e mantidos em sigilo  .
Através da divulgação destes arquivos, objetiva-se que cidadãos e o Sistema de Justiça brasileiro tenham conhecimento dos elementos históricos que compõem nossa trajetória política, social e cultural, contribuindo para a constituição da verdade histórica, a defesa contínua dos direitos humanos e do estado democrático de direito, promovendo a transparência, responsabilização e o enfrentamento às violações de direitos que ocorrem até hoje em nosso país. 

## Histórico

### Descoberta dos arquivos
O Projeto Voz Humana teve início com o estudo realizado pelo advogado Fernando Augusto Fernandes , para sua dissertação sobre o julgamento de presos políticos ao longo da história republicana brasileira, em 1997. Essa pesquisa levou-o a descobrir arquivos secretos de julgamentos de presos políticos realizados pelo Superior Tribunal Militar, durante a Ditadura Militar.
Ao longo da pesquisa, o material fora apreendido, mesmo com a Constituição de 1988 afirmando que todo o arquivo deveria ser público, e o estudo desses arquivos foi dificultado até que fosse proibido, com apreensão do material. Com medo da destruição do material, Fernando Augusto Fernandes escondeu um rolo de fita contendo uma sustentação oral de Sobral Pinto. Para retirar o material, o então estudante de Direito comprou uma pasta semelhante à que era utilizada para guardar o material e utilizou-a no intuito de não ser percebido pela segurança do Tribunal. 

### Disputa judicial com o Superior Tribunal Militar
A partir da prova da existência do acervo, junto com o advogado Fernando Tristão Fernandes , seu pai, com o apoio de figuras como Barbosa Lima Sobrinho e Evandro Lins e Silva, Fernando Augusto Fernandes começou a militar pela defesa pela liberação das gravações dos arquivos sonoros, visando sua preservação. 
Em 2006, por ordem do Supremo Tribunal Federal, através do voto do Ministro Nelson Jobim, foi emitida uma decisão pela liberação dos arquivos. O Ministro contava à época como assessor, o Juiz Federal Flávio Dino, hoje também Ministro do Supremo Tribunal Federal. No entanto, essa ordem foi desobedecida até o ano de 2016, quando a Ministra Cármen Lúcia, na Reclamação 11.494, levou a julgamento e o Supremo determinou o cumprimento da decisão do RMS 23.036, permitindo o acesso aos arquivos ao então Reclamante. A vitória de Fernando Augusto Fernandes na preservação e divulgação dos áudios foi matéria da revista Época , que fez o primeiro levantamento sobre o material apontando que as torturas eram conhecidas pelo Tribunal.
A partir de então, o historiador Carlos Fico e o jornal O Globo também tiveram acesso ao material. O Dr. Fernando Augusto Fernandes pediu ao jornal O Globo para verificar se o arquivo recebido por eles era igual ao seu. Algumas diferenças foram constatadas, porém não se pode determinar se era falta ou uma organização diferente.
Em 2022, através da coluna da jornalista Miriam Leitão  , divulgou-se novamente na grande imprensa o conteúdo dos arquivos. O Ministro Presidente do Superior Tribunal Militar, Francisco Joseli Parente Camelo, zombou dizendo que a “páscoa de ninguém foi estragada” . A notícia trouxe ao debate público a importância de se ter acesso aos documentos produzidos durante a Ditadura Militar. A partir da constatação da importância do arquivo para a sociedade brasileira, Fernando Augusto Fernandes, com os próprios recursos, decidiu tornar público os áudios na plataforma que receberia o nome de Voz Humana.

### Início da pesquisa
Em 2019, Fernando Augusto Fernandes entrou em contato com a professora doutora Gizlene Neder, docente de História da Universidade Federal Fluminense, e o professor doutor Gisálio Cerqueira Filho  , docente de Ciência Política na mesma universidade, ex-orientador da tese de doutorado de Fernando Augusto Fernandes. Seu objetivo era construir uma equipe multidisciplinar para analisar as gravações. 
Entre 2019 a 2021, foi feita uma pesquisa intensa nos arquivos cedidos a Fernando Augusto Fernandes para compreender a sua extensão, a natureza de seu conteúdo e se ele estava completo. De 2021 até 2023, o arquivo foi expandido para inserir os acórdãos, autos e atas.  
A partir de 2023, com a perspectiva de lançamento oficial do site Voz Humana  e consequente publicização de seu conteúdo, o projeto iniciou uma parceria com a Federação Nacional de Estudantes de Direito para divulgação de um edital para estudantes de todo país, com reserva de vagas para diversidade, poderem se candidatar a serem bolsistas do Projeto.  

### Lançamento
No dia 31 de março de 2023, no seminário “Ditadura Nunca Mais, Democracia Sempre”, promovido pela Comissão de Memória e Justiça de Transição da Ordem dos Advogados - Seccional do Rio de Janeiro , junto ao Instituto dos Advogados Brasileiros - IAB, Instituto de Defesa da Democracia - 8 de Janeiro   , Fernando Fernandes Advogados   e Instituto Tristão Fernandes, foi lançado o site numa cerimônia solene com a presença dos Presidentes do IAB, Sydney Sanches e da OAB/RJ, Luciano Bandeira Arantes. 
Houve ainda na ocasião o lançamento do site e apresentação de vídeo institucional do projeto que também trata sobre o site e sua funcionalidade. Além disso, houve recitação de poesia pelo poeta, doutor e professor Gisálio Cerqueira Filho e a presença honrosa da professora doutora Gizlene Neder.

### Premiações
Em 2023, o Projeto Voz Humana participou de duas premiações: a primeira, o Dr. Fernando Augusto Fernandes recebeu uma homenagem pelo Instituto Norberto Bobbio e o projeto Voz Humana recebeu, na primeira edição do Prêmio Raymundo Magliano Filho, na FAAP em São Paulo, a premiação na categoria de Transparência e Publicidade do Poder através do “Selo de Reconhecimento em Transparência e Publicidade do Poder”. O prêmio tem como objetivo fortalecer o compromisso entre sociedade civil, entidades profissionais, acadêmicas e instituições públicas na defesa da democracia, igualdade e inovação, além de premiar trabalhos acadêmicos que contribuem para a ampliação da participação cidadã.
Ao final do mesmo ano, após quatro anos de pesquisa e sete ano depois da liberação do arquivo, o projeto Voz Humana foi o finalista na Categoria Advocacia e homenageado na 20ª Edição do Prêmio Innovare , que teve como tema “Defesa da Democracia e do Estado de Direito”.  Uma das premiações mais prestigiadas da área jurídica, que reconhece e valoriza iniciativas que contribuem para o aprimoramento da justiça no Brasil. É uma celebração  do compromisso com o bem público e um tributo àqueles que trabalharam incansavelmente por um sistema de justiça mais justo e democrático.

## Área de atuação

### Memória, Justiça de Transição e Defesa do Estado de Direito
O Projeto Voz Humana destaca-se por sua significativa contribuição para a afirmação da democracia e o resgate da memória histórica relacionada à ditadura militar no Brasil. Atuando como agente de acesso a registros e informações até então não divulgados, essa prática visa esclarecer os arbítrios e abusos cometidos pelo Estado durante esse sombrio período da história brasileira. O projeto reconhece o papel crucial do Direito e do sistema de justiça na preservação da dignidade humana, buscando evitar a repetição de episódios de violência política e graves violações dos direitos fundamentais.
O Estado de Direito, conforme delineado por Norberto Bobbio, transcende a mera submissão à lei, incorporando o respeito aos direitos individuais e à liberdade. Contudo, durante a ditadura militar brasileira, o Superior Tribunal Militar realizou sessões secretas que revelam como o Direito pode ser instrumentalizado para violar a dignidade humana. Essas práticas incluíram processos sumários, tortura e desrespeito às liberdades democráticas, evidenciando uma face distorcida do sistema de justiça.
A divulgação dos registros históricos dessas sessões não apenas expõe as transgressões do passado, mas também desempenha um papel crucial na construção de um futuro onde o ocorrido jamais se repita, além de criar condições para a construção de uma justiça de transição efetiva para o Brasil.
A Ministra Cármen Lúcia, em seu voto na RCL 11.949, destaca que o direito à informação sobre eventos contrários à democracia é um componente essencial do patrimônio jurídico de todo cidadão. O projeto Voz Humana não apenas resgata a memória desses tempos sombrios, mas também estimula a reflexão sobre a democracia, a justiça de transição, o Estado de Direito e o Sistema de Justiça. Ainda, visa expor as raízes do autoritarismo no Brasil, contribuindo para a imunização da sociedade contra crises democráticas e desrespeito ao Estado de Direito.
No contexto latino-americano, o processo de transição brasileiro foi singular, marcado por negociações e anistias que geraram críticas. A ausência imediata de uma Comissão Nacional da Verdade foi contrastante com a busca pela reconciliação. No entanto, independentemente das controvérsias, o resgate da memória da ditadura militar é crucial para a consciência crítica e cidadã. Compreender os eventos passados é fundamental para construir um futuro mais justo e democrático, fortalecendo o Estado de Direito e garantindo a dignidade da pessoa humana através da ampliação da publicidade da justiça.

### Transparência e Publicidade da Justiça
Um dos focos do projeto é a promoção da transparência nos processos judiciais, alinhando-se com o princípio estabelecido pelo Art. 5º, LX, da Constituição brasileira, que preconiza a publicidade dos atos processuais. O Exmo. Ministro Luís Roberto Barroso, na RCL 11.494, reiterou esse princípio ao votar a favor do acesso público às gravações de sessões de julgamento do Superior Tribunal Militar durante a ditadura militar brasileira.
A busca incessante por transparência é vista como um impulso para aprimorar o poder judiciário brasileiro. O projeto destaca decisões relevantes, como aquela do Ministro Nelson Jobim, que classificou a disponibilização dos registros históricos como de "extrema relevância para a história do poder judiciário". Essa abertura é considerada vital para o fortalecimento das instituições e a promoção de uma cultura de transparência.
Em um cenário onde a democracia brasileira enfrenta desafios e ameaças ao Estado de Direito, o Projeto Voz Humana destaca-se como um defensor ativo do direito à informação, da transparência do poder e do resgate da memória histórica. A exposição dos abusos do passado não apenas promove a publicidade dos processos judiciais, mas também fortalece a confiança na justiça e contribui para a construção de uma nova cultura institucional. Ao confrontar e expor as violações ocorridas no período da ditadura militar, o projeto desempenha um papel crucial na construção de uma sociedade mais justa, consciente de seu passado e comprometida com a garantia dos direitos fundamentais.